# Cleveland Bay
Cleveland Bay är en hästras som ursprungligen kommer från Storbritannien och har utvecklats sedan 1600-talet. Mankhöjd är mellan 163 och 168 centimeter och enbart brun är tillåten som färg hos rasen och inga andra tecken än liten stjärn är tillåtna. 
Cleveland Bay är en kraftig varmblodshäst som sägs vara den äldsta framavlade rasen i hela Storbritannien. Rasen har använts som lantbrukshäst, för koltransporter och även som ridhäst men är mest känd som en utmärkt körhäst och används bland annat för att dra vagnar i det kungliga hovstallet i England. Genom inkorsningar med engelskt fullblod avlar man även fram en variant som kallas Cleveland Bay Sport Horse, som är något mer atletisk och utmärkt för ridsport. 
Rasens namn kommer av att den enbart får vara brun, och på engelska kallas bruna hästar Bay. 

## Historia
Cleveland Bay är Storbritanniens äldsta framavlade ras vars ursprung ligger i handelsmännens hästar som kallades chapmanhästar (chapman betyder gårdfarihandlare). Dessa hästar är med största sannolikhet Cleveland Bay-hästens förfader men man vet inte vilka andra raser som ingått i aveln. Flera hundra år gamla skrifter om rasen hävdar att "varken har spår av svart eller blod" vilket betyder att rasen inte har varken fullblodshäst eller någon annan körhäst i sig. De äldsta dokumentationerna om Cleveland Bay är daterad till medeltiden.
Men man tror att Berberhästen hade stort inflytande på rasen under tiden då England hade kolonier i norra Afrika. Detta syns även i hästens exteriör med den typiska utåtbuktande profilen i ett annars ganska ädelt huvud. Under 1600-talet, efter engelska inbördeskriget, förädlade man rasen med spansk hästar som fanns till hands i nordöstra England. Men från och med 1700-talet tillfördes inget annat blod i rasen. Typen var helt fixerad och var så populär att den exporterades utomlands för att förädla andra raser i Europa. Ett tag räknades den som den bästa och starkaste vagnshästen i Europa, tills makadam började läggas på vägarna. Då räknades den som alldeles för långsam och man tillsatte lite fullblod i rasen. Resultatet blev en utmärkt, snabb körhäst som man kallade ”Yorkshire Coach Horse” som fick en egen stambok 1887. Stamboken var öppen för dessa korsningar fram till 1936 då den stängdes helt för andra korsningar i och med att körhästar blev överflödiga när bilen började få framfart. 
Cleveland Bay användes då mycket i jordbruket då den var den enda ras som klarade av den leriga marken. Rasen blev då även populär att korsa med engelska fullblod för att få fram hunterhästar, då den kunde hoppa upp ur djup lera nästan från stillastående. 
Under andra världskriget blev rasen nästan helt utrotningshotad. 1962 fanns bara fyra renrasiga, registrerade Cleveland Bay-hästar kvar. Rasen räddades av den brittiska drottningen, Elisabet II, som köpte hingsten Mulgrave Supreme innan han skulle säljas till USA. Han fick betäcka renrasiga ston och korsningsston i 15 år med ett resultat av 36 renrasiga hingstar. 
Numera har hovstallet i England gott om Cleveland Bay-hästar. Prins Filip, hertig av Edinburgh, fick upp rasens popularitet genom att han i flera år körde rasen under internationella tävlingar i körning. Korsade med engelskt fullblod ger de goda hopphästar och hunterhästar, som kallas Cleveland Bay Sport Horse.

## Egenskaper
Cleveland Bay-hästen är oftast mellan 163 och 168 cm i mankhöjd och är alltid brun till färgen. Mest populärt bland uppfödare är en rödaktig ton i den bruna pälsen, men Cleveland Bay-hästar finns i alla olika bruna toner från riktigt ljus brun till riktigt mörk brun. Vita tecken är förbjudna hos rasen, utöver en liten stjärna i pannan. För att bli godkänd i avel måste hästen även ha svarta ben, svarta toppar på öronen och svart runt mule och ögon. Om hästen är brun nedanför knät så är den inte godkänd i avel, men kan dock registreras som en äkta Cleveland Bay. 
Trots att rasen är ädel så har hästarna ett rätt stort huvud och nosen har ofta en hökliknande profil som troligtvis är ett arv från de Berberhästar och spanska hästar man tror ingick i rasen. Halsen är lång och väl musklad och bröstet är brett och djupt. Benen är något korta i förhållande till resten av hästens exteriör men de är starka och väl byggda och är helt utan hovskägg. 
Cleveland Bay-hästarna är mycket lätthanterliga och med ett stabilt och lugnt temperament. Cleveland Bay är även känd för att vara långlivad och har en väldigt bra nedärvningsförmåga. Nästan 95 procent av all avkomma är perfekt enligt rasstandarden. Cleveland Bay är den ras som används som vagnshäst av det kungliga hovstallet i England.

## Cleveland Bay Sport Horse

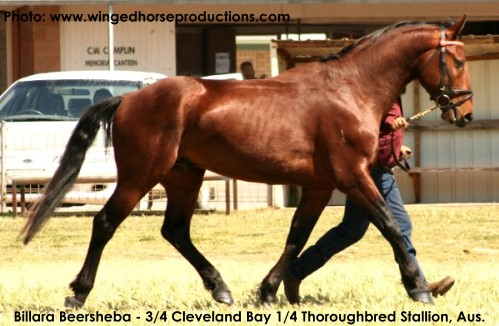
Cleveland Bay Sport Horse är en sportigare variant avlad på fullblodshästar med minst 25 % Cleveland Bay-blod.

Cleveland Bay Sport Horse, även kallad Partbred Cleveland Bay i USA och Storbritannien, är en typ av häst som avlats fram för ridsport genom att korsa Cleveland Bay med engelska fullblod. Dessa kan registreras i ett eget register, "Cleveland Bay Part Bred Registry". Dock får inte hästarna vara registrerade i något annat register, och minst en mor- eller farförälder måste vara registrerade i Cleveland Bay Horse Society's stambok. Hästen måste ha minst 25 % Cleveland Bay-blod i sig för att bli godkänd som Cleveland Bay Sport Horse.
Det skiljer inte mycket mellan den vanliga Cleveland Bay-hästen och sportvarianten. Hästarna är fortfarande bruna och huvudet har även samma raka profil. Dock har sportvarianten en mycket mer atletisk och smalare exteriör med längre ben. Sportvarianten utmärker sig mer inom sportvärlden bland annat inom banhoppning.
Sporthästarna kan även kallas för Yorkshire Coach Horse, en hästras som existerade under 1800-talet och början av 1900-talet men som dog ut när efterfrågan på körhästar minskade. Dessa hästar utvecklades ur Cleveland Bay och engelska fullblod men slutade avlas officiellt under 1930-talet även om dessa korsningar inte är helt ovanliga.